# Jan Kott
Jan Kott (* 27. Oktober 1914 in Warschau, Russisches Kaiserreich; † 22. Dezember 2001 in Santa Monica, Kalifornien) war ein polnischer Kritiker und Autor.

## Professur und Exil
Jan Kott war einer der wesentlichen Theatertheoretiker der Gegenwart, spezialisiert auf die Interpretation von Shakespeare-Dramen, wobei Shakespeare heute von 1965 zu den Standardwerken der modernen Shakespeareforschung gehört. Im Zweiten Weltkrieg überlebte er die Haft im Warschauer Ghetto mit Hilfe von Freunden.
Seit 1949 war Jan Kott Professor für Literaturwissenschaft, 1957 trat er aus der Polnischen Vereinigten Arbeiterpartei aus. Als engagierter Publizist unterschrieb er 1964 den von 34 Intellektuellen verfassten Brief gegen die Zensur und die Einschränkung der kreativen Freiheiten. 1968 wurde er aus der Warschauer Universität ausgeschlossen und sah sich fortan persönlichen Angriffen ausgesetzt. Jan Kott emigrierte 1965 in die Vereinigten Staaten und erhielt dort zunächst ein Stipendium der Ford Foundation. Von 1969 bis zu seinem Ruhestand 1983 lehrte er an der Stony Brook University.

## Theatertheorie
Beeindruckt durch eine 1955 in Paris gesehene Shakespeare-Inszenierung von Peter Brook begann für ihn eine neue Lesart der Klassiker. Dabei halfen ihm seine persönliche Erfahrungen. 1965 fasste er seine Shakespeare-Skizzen in einem Buch zusammen. Dieses Werk machte ihn weltweit bekannt und wurde zum meistgelesenen literarisch-kritischen Werk eines polnischen Intellektuellen. Für das Theater von London bis Tokio waren seine Shakespeare-Interpretationen bahnbrechend. Damit hat er weltweit die dramaturgischen Konzepte zahlreicher Gegenwarts-Inszenierungen nachhaltig geprägt und noch heute fließen diese ungenannt in jede Shakespeare-Inszenierung mit ein.
Jan Kott interpretierte den elisabethanischen Dramatiker mit Blick auf die existenziell-politischen Erfahrungen des 20. Jahrhunderts. Shakespeare, Ionesco und Beckett stellt er der Problematik totalitärer Staaten gegenüber. Der Exil-Pole Jan Kott lehrte an den Universitäten Yale und Berkeley. Er starb 2001 mit 87 Jahren.

## Bibliografie
- Podwojony świat (1936, Gedichte)
- Mitologia i realizm. Szkice literackie (1946)
- Węgiel (1946, Essays)
- Po prostu. Szkice i zaczepki (1946)
- O społecznym awansie (1947, Essays)
- O „Lalce” Bolesława Prusa (1948)
- Szkoła klasyków (1949)
  - Deutsch: Die Schule der Klassiker. Übersetzt von Josef Papack. Henschel, Berlin 1954.
- Nowy Świętoszek (1950, Komödie, mit Stanisław Dygat)
- Trembecki w świetle rękopisów i pierwodruków (1950)
- Trwałe wartości literatury polskiego Oświecenia (1951)
- Wiktor Hugo – pisarz walczący (1952)
- Jak wam się podoba (3 Teile, 1955–1962, Theaterkritiken)
- Postęp i głupstwo. Szkice (1956, Skizzen, Reisenotizen, Literaturkritik, Erinnerungen, 2 Teile)
- Szkice o Szekspirze (1961)
- Szekspir współczesny (1965)
  - Deutsch: Shakespeare heute. Übersetzt von Peter Lachmann. Langen-Müller, München 1964. Neuauflage: R. Piper Verlag, München 1970, ISBN 3-492-01823-8. Erweiterte Neuausgabe: Shakespeare heute. Alexander Verlag, Berlin 1989, ISBN 3-923854-46-3. Neuauflage: 213, ISBN 978-3-89581-313-9.
- Aloes. Dzienniki i małe szkice (1969)
- Zjadanie bogów. Szkice o tragedii greckiej (1986, englische Ausgabe: The Eating of the Gods : An Interpretation of Greek Tragedy, 1974)
  - Deutsch: Gott-Essen. Interpretationen griechischer Tragödien. Übersetzt von Peter Lachmann nach dem polnischen Manuskript. Piper, München 1975, ISBN 3-492-02108-5. Nachdruck: Alexander Verlag, Berlin 1991, ISBN 3-923854-53-6.
- Kamienny potok. Szkice (1981)
- Przyczynek do biografii (1990)
- Pisma wybrane (1991, 3 Teile)
- Płeć Rozalindy. Interpretacje. Marlowe, Szekspir, Webster, Büchner, Gautier (1992)
- Nowy Jonasz i inne szkice (1994)
- Bajeczki dla Lidusi (1994)
- Kadysz. Strony o Tadeuszu Kantorze (1997)
- Lustro. O ludziach i teatrze (2000)
- Powiastki dla wnuczek (2002)

Deutsche Zusammenstellungen:
- Spektakel, Spektakel : Tendenzen des modernen Welttheaters Auswahl und Übersetzung aus dem Englischen und Französischen von Sylvia List. Piper, München 1972, ISBN 3-492-00344-3.
- Das Gedächtnis des Körpers. Essays zu Literatur und Theater. Übersetzt von  Agnieszka Grzybkowska. Alexander Verlag, Berlin 1990, ISBN 3-923854-51-X.
- Leben auf Raten. Versuch einer Autobiographie. Übersetzt von  Agnieszka Grzybkowska. Alexander Verlag, Berlin 1993, ISBN 3-923854-66-8.